# Mondsichelmadonna (Yzeure)

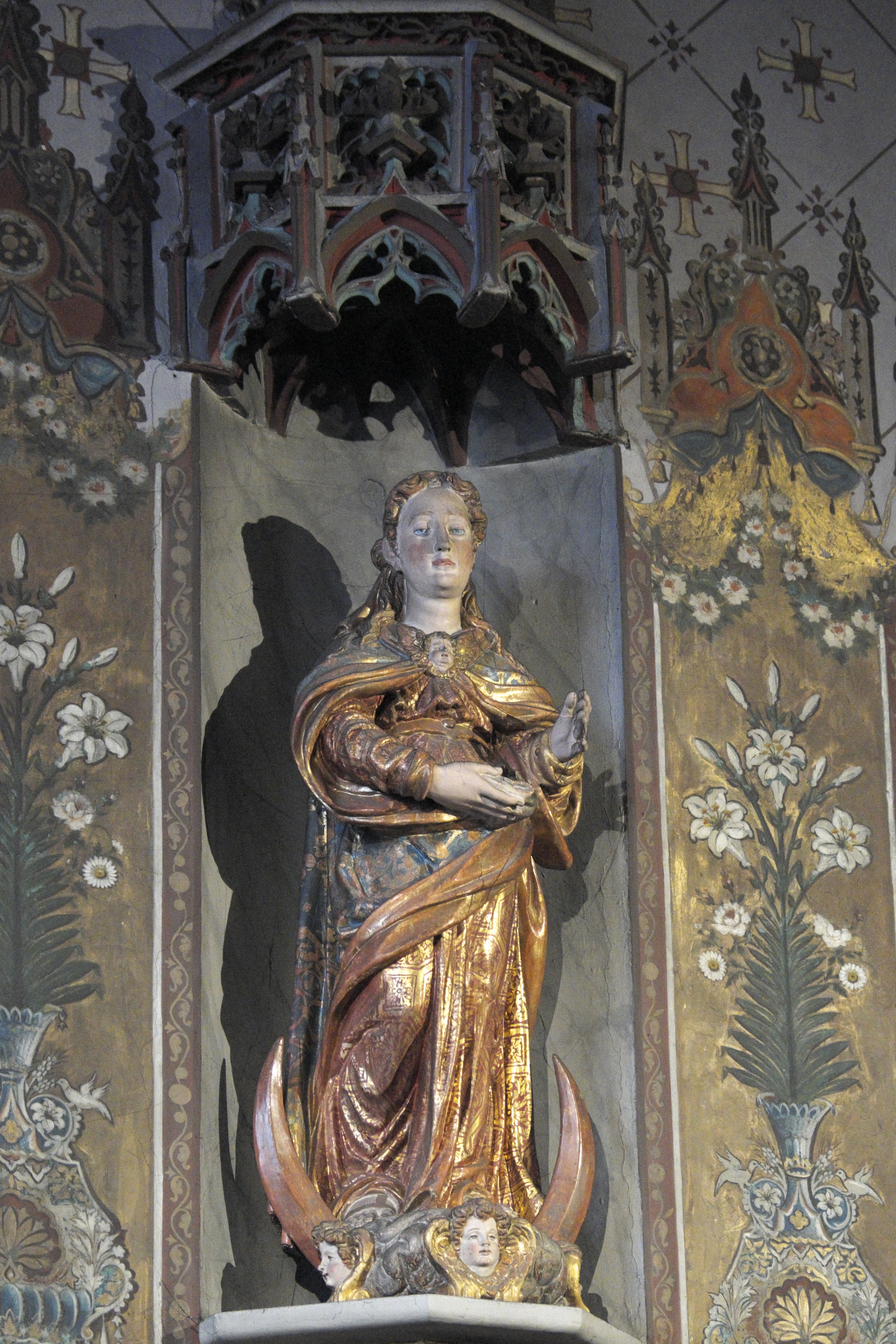
Mondsichelmadonna in Yzeure

Die Skulptur der Mondsichelmadonna in der Kirche St-Pierre in Yzeure, einer französischen Gemeinde im Département Allier der Region Auvergne-Rhône-Alpes, wurde im 18. Jahrhundert geschaffen. Im Jahr 1989 wurde die Mondsichelmadonna als Monument historique in die Liste der denkmalgeschützten Objekte (Base Palissy) in Frankreich aufgenommen.
Die 1,30 Meter hohe Skulptur aus Holz, die im Retabel des Hauptaltars steht, ist polychrom gefasst und vergoldet. Maria wird stehend auf Wolken und der Mondsichel dargestellt. Die Wolken werden von drei Engelsköpfen geschmückt. Über der Figur ist ein Baldachin angebracht.